# Верхарн, Эмиль

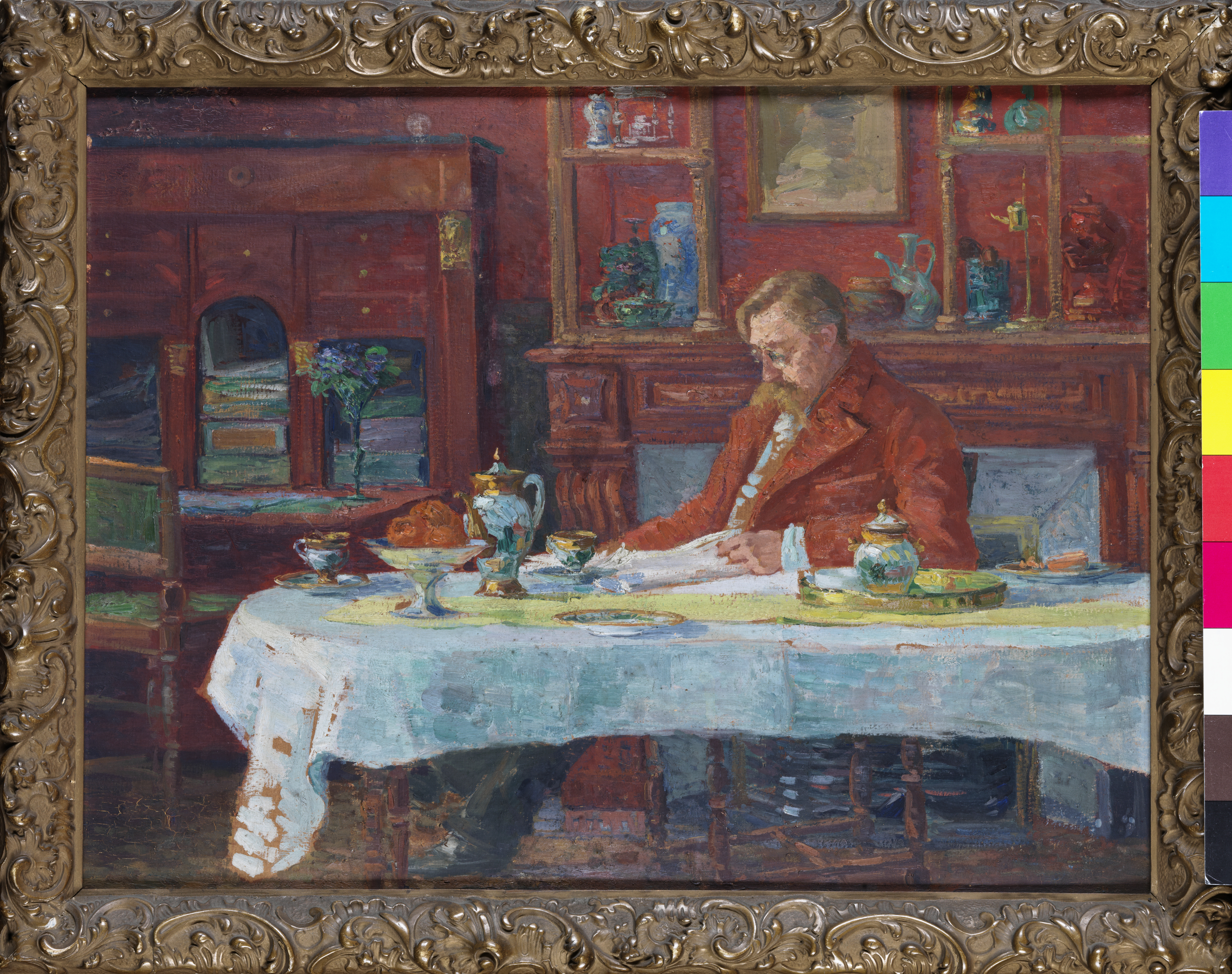
Массен, Марта, Эмиль Верхарн за своим рабочим столом, 1900, Антверпен, Музей Плантена — Моретуса

Эми́ль Верха́рн (нидерл. Emile Verhaeren; 21 мая 1855[…], Синт-Амандс, Антверпен — 27 ноября 1916[…], Руан, Франция) — бельгийский франкоязычный поэт и драматург, один из основателей символизма.

## Биография
Родился во франкоязычной фламандской семье среднего класса. С детства говорил не только на французском языке, но и на фламандском наречии, которое в то время не преподавалось в школах. В 11 лет Эмиля отправили учиться в Гент, в иезуитский интернат, где он стал абсолютным франкофоном. Затем учился на юридическом факультете Лёвенского университета, где сблизился с кругом писателей, стоявших у истоков «Молодой Бельгии» (Эмилем Ван Аренбергом, Иваном Жилькеном и Альбером Жиро и др.). В студенческих журналах опубликовал первые статьи.

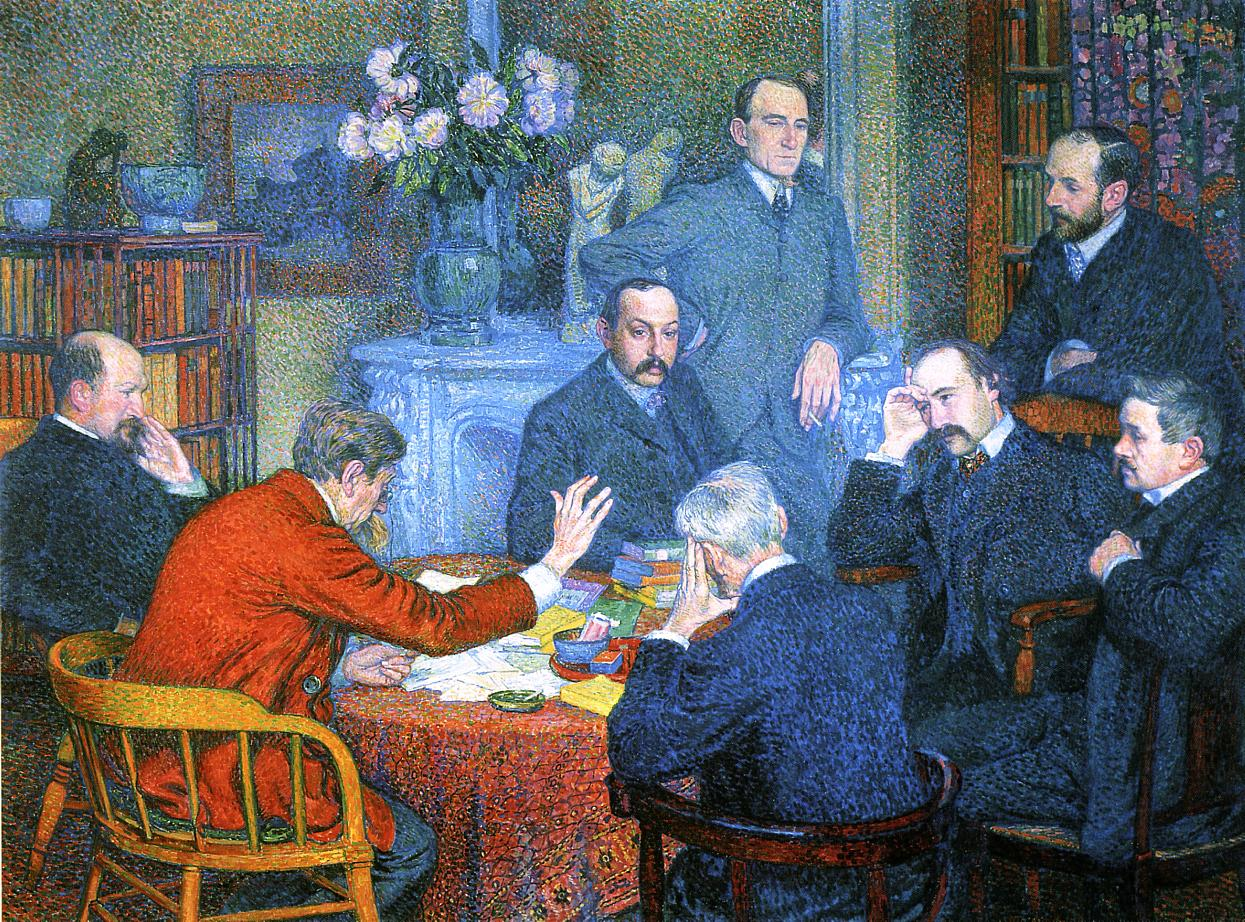
Тео ван Рейссельберге
«Чтение Эмиля Верхарна» (1903)

По окончании учёбы некоторое время работал юристом; посещал еженедельный салон Эдмона Пикара, где собирались молодые писатели и художники-авангардисты. В конце концов, разобрав всего два дела, Верхарн решил полностью посвятить себя литературе. Публиковал стихи и статьи об искусстве, в том числе в журнале Э. Пикара «Современное искусство». поддерживая молодых художников, среди которых, в частности, был Дж. Энсора.
В 1883 выпустил первый поэтический сборник «Фламандки», вдохновлённый работами Я. Йорданса, Д. Тенирса-старшего, Я. Стена. Ранняя поэзия Верхарна, воспевавшая чувственную красоту фламандской женщины и склонная к натурализму, была восторженно встречена авангардистскими кругами, но на его малой родине вызвала скандал; его родители даже пытались скупить с помощью местного священника весь тираж и уничтожить его.
Неудача следующего сборника «Монахи» (1886) и проблемы со здоровьем привели поэта к глубокому внутреннему кризису, результатом которого стала т. н. «трагическая трилогия»: «Вечера» (1887), «Крушения» (1888), «Чёрные факелы» (1890), в которой Верхарн впервые всерьёз обратился к символизму и мистицизму.
24 августа 1891 г. Верхарн женился на Марте Массен, талантливой художнице-акварелистке из Льежа. Ей посвящена проникновенная лирическая трилогия: «Светлые часы» (1896), «Послеполуденные часы» (1905), «Вечерние часы» (1911).
После сборника «Поля в бреду» (1893) последовали «Города-спруты» (1895), где обозначилось обращение Верхарна к урбанизму и противопоставление погибающей деревни всепожирающему городу-гиганту.
В 1898 г. Верхарн переехал в Сен-Клу, путешествовал с лекциями по Европе. На рубеже веков поэт обрёл мировую известность, его произведения были переведены более чем на 20 языков. В ноябре-декабре 1913 года посетил Россию.
С началом Первой мировой войны, оказавшей на него сокрушительное воздействие, поэт уехал в Великобританию, где получил почётные степени от нескольких университетов. В изгнании опубликовал сборник «Алые крылья войны» о трагедии маленькой Бельгии, ставшей жертвой агрессора.
Погиб поэт на Руанском вокзале: толпа вытеснила его с перрона под колёса отходившего поезда.
Французское правительство собиралось почтить Верхарна погребением в Пантеоне, но семья отказалась, и поэта похоронили на военном кладбище Адинкерке (коммуна Де-Панне). В разгар войны, из-за опасности наступления противника, останки Верхарна были перевезены в Вулверингем и в 1927 окончательно захоронены на его малой родине, в Синт-Амандсе, где с 1955 действует Провинциальный музей Эмиля Верхарна.
Изображен на бельгийской почтовой марке 1955 года.

## Русские переводы и издания
Первые опубликованные русские переводы из Верхарна (1906) принадлежат В. Я. Брюсову. До Октябрьской революции над переводами Верхарна работали, в частности, А. А. Блок, Н. А. Васильев, М. А. Волошин, Эллис. В советское время наиболее объёмную и плодотворную работу над переводами Верхарна проделали Г. А. Шенгели и В. П. Фёдоров. Также в числе переводчиков — Ю. Александров, А. Големба, М. А. Донской, Б. К. Лившиц, Э. Л. Линецкая, Е. Г. Полонская, В. А. Рождественский, С. В. Шервинский.
- Э. Верхарн. Монастырь. М.
- Э. Верхарн. Стихи о современности в переводе Валерия Брюсова. М.: Скорпион, 1906.
- Э. Верхарн. Елена Спартанская. М., 1909.
- Э. Верхарн. Зори. М., 1909.
- Э. Верхарн. Издыхающие равнины. Города-чудовища. М., 1909.
- Э. Верхарн. Рембрандт (Rembrandt). Его жизнь и художественная деятельность. СПб., 1913.
- Э. Верхарн. Безумие полей ("Les campagnes hallucinées" 1893 г.) СПб., 1914.
- Э. Верхарн. Собрание стихов. 1883-1915 г. М., 1915.
- Э. Верхарн. Окровавленная Бельгия. М., 1916